# Phyllostegia mollis
Phyllostegia mollis är en kransblommig växtart som beskrevs av George Bentham. Phyllostegia mollis ingår i släktet Phyllostegia och familjen kransblommiga växter. IUCN kategoriserar arten globalt som akut hotad. Inga underarter finns listade i Catalogue of Life.

## Bildgalleri

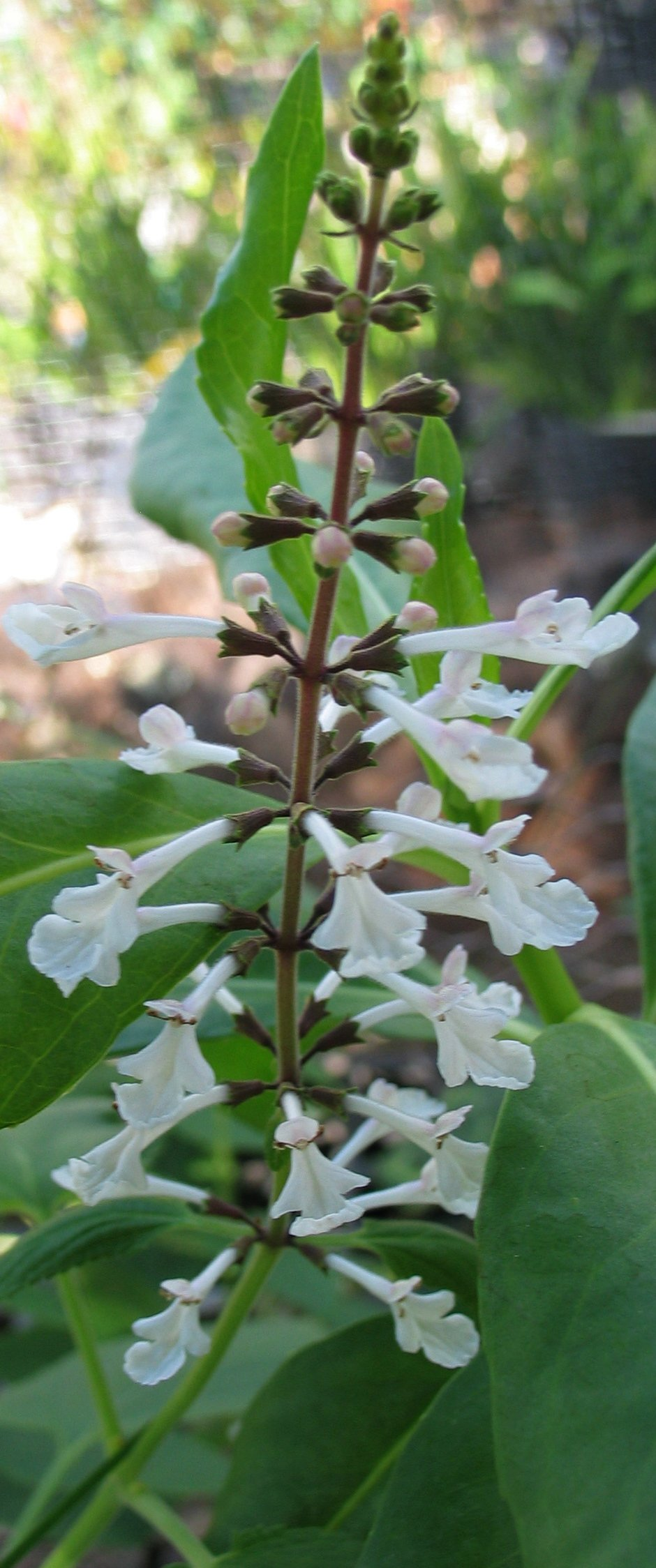
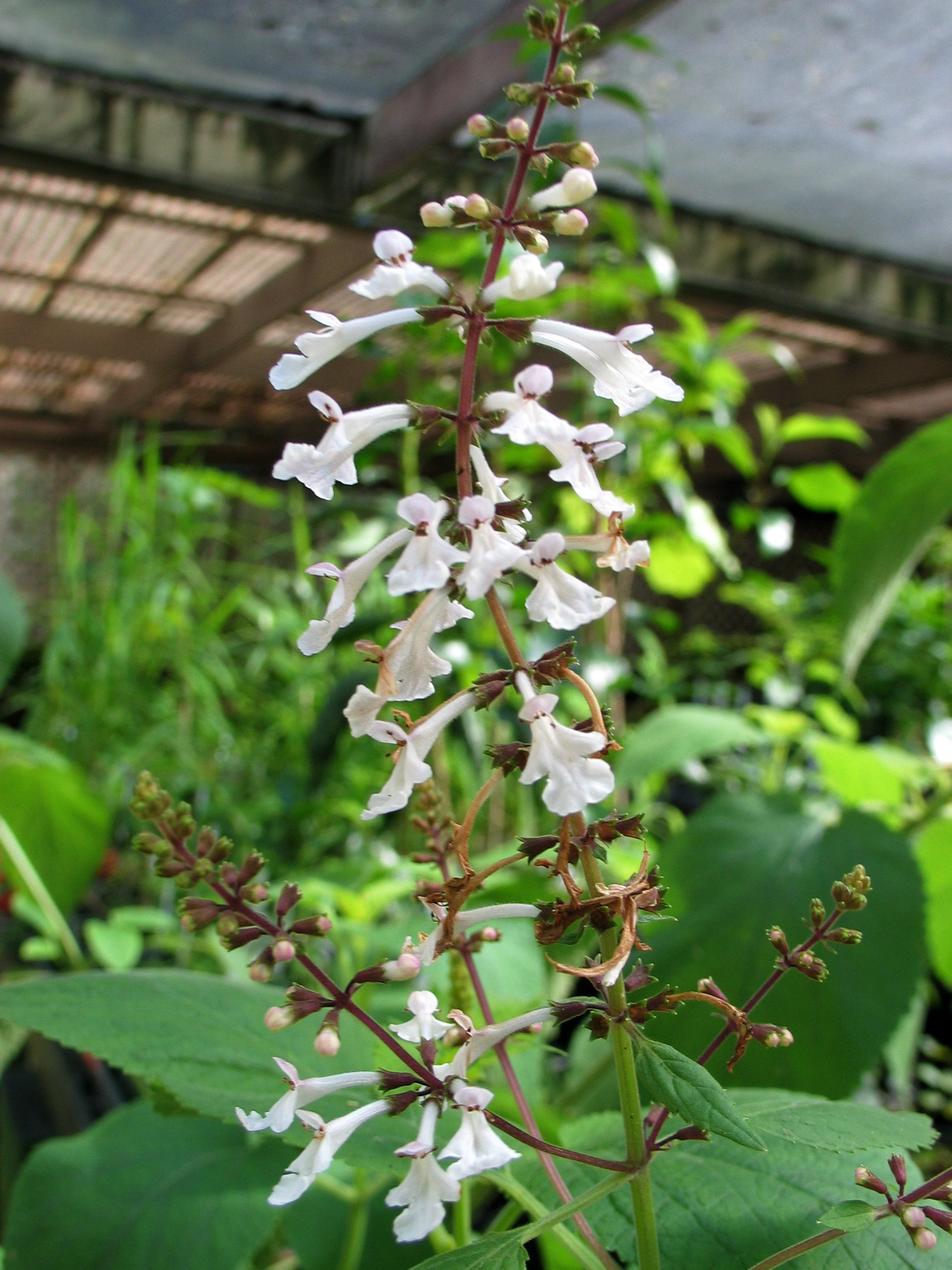
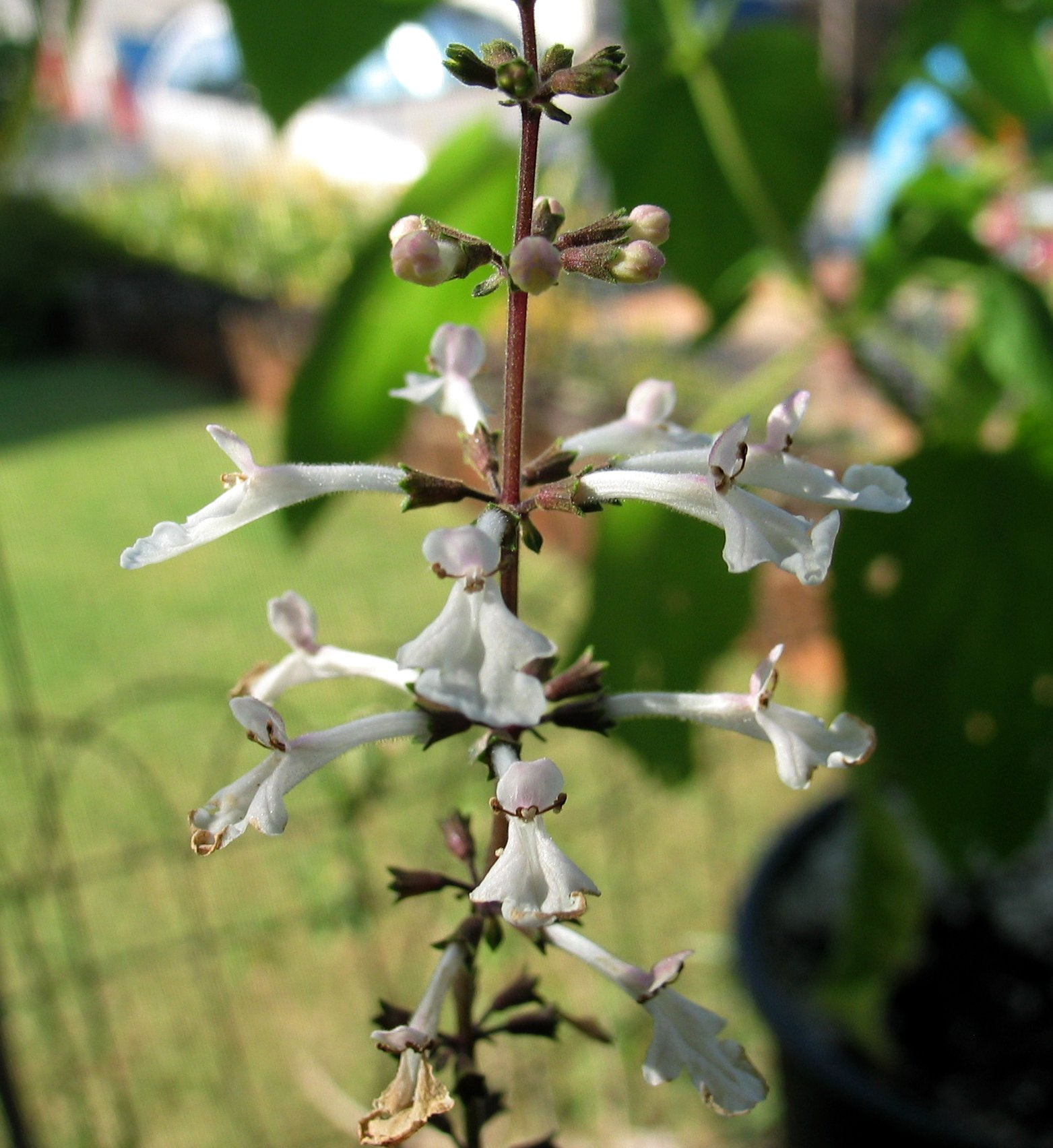
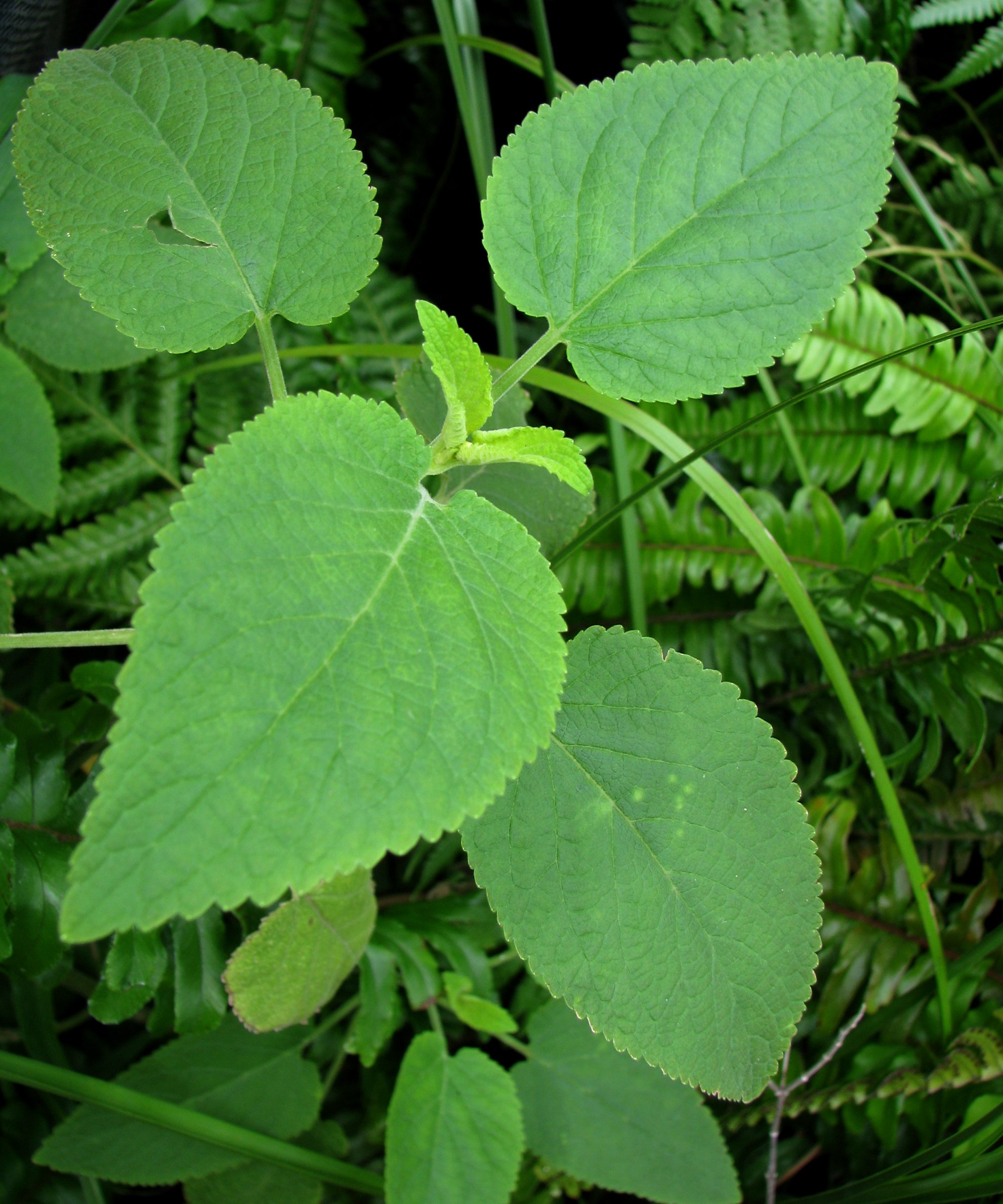